# سیارک ۴۶۹۹
سیارک ۴۶۹۹ (به انگلیسی: 4699 Sootan، نامگذاری:1986VE) چهار هزار و ششصد و نود و نهمین سیارک کشف شده‌است که در ۴ نوامبر ۱۹۸۶ کشف شد.
قدر مطلق سیارک برابر ۱۴٫۲۰ است.